# Chronicon Scotorum
Le Chronicon Scotorum est une chronique irlandaise.
Selon Nollaig O Muraile, le Chronicon Scotorum serait une collection d'annales appartenant au « groupe de Clonmacnoise », couvrant une période allant des temps préhistoriques jusqu'à l'année 1150, avec un certain nombre de lacunes. Il serait étroitement apparenté aux Annales de Tigernach. Il n'a subsisté que par une seule copie faite par Dubhaltach MacFhirbhisigh vers 1640 à partir d'un exemplaire qui n'existe plus.
La copie de MacFhirbhisigh fut conservée par son ami, et probablement élève, Roderick O Flaherty, à la fin des années 1600, et elle se retrouva en France dans les années 1760, avant son rachat par le Trinity College de Dublin en 1776. Édité et publié par William M. Hennessy en 1866, il est considéré comme l'une des plus précieuses annales irlandaises grâce à ses informations datées, qui sont fréquemment faussées dans de semblables compilations.